# Hội Quốc Liên
Hội Quốc Liên là một tổ chức liên chính phủ được thành lập vào ngày 10 tháng 1 năm 1920 theo sau Hội nghị hòa bình Paris nhằm kết thúc Thế Chiến 1. Đây là tổ chức quốc tế đầu tiên có nhiệm vụ chủ yếu là duy trì hòa bình thế giới. Theo công ước của mình, những mục tiêu chủ yếu của tổ chức gồm có ngăn ngừa chiến tranh thông qua an ninh tập thể và giải trừ quân bị, và giải quyết những tranh chấp quốc tế thông qua đàm phán và trọng tài. Những vấn đề khác trong công ước Hội Quốc Liên và những hiệp định liên quan gồm có điều kiện lao động, đối xử thích đáng với dân cư bản địa, buôn bán người và ma túy, buôn bán vũ khí, y tế toàn cầu, tù nhân chiến tranh, và bảo vệ các nhóm thiểu số tại châu Âu. Trong giai đoạn mở rộng nhất từ ngày 28 tháng 9 năm 1934 đến ngày 23 tháng 2 năm 1935, Hội Quốc Liên có 58 thành viên.
Triết lý ngoại giao của Hội Quốc Liên tiêu biểu cho một sự chuyển đổi căn bản so với hàng trăm năm trước đó. Hội Quốc Liên không có quân đội riêng mà dựa vào những cường quốc để thi hành những nghị quyết của mình. Tuy nhiên, các cường quốc thường thực hiện một cách miễn cưỡng. Sau một số thành công đáng chú ý và một số thất bại ban đầu trong thập niên 1920, Hội Quốc Liên cuối cùng chứng tỏ rằng mình không có khả năng ngăn chặn sự xâm lược của Phe Trục trong thập niên 1930. Đức rút khỏi Hội Quốc Liên, rồi đến Nhật Bản, Ý, Tây Ban Nha và những quốc gia khác. Sự khởi đầu của Thế chiến thứ Hai chứng tỏ rằng mục đích chủ yếu của Hội Quốc Liên là ngăn ngừa Thế Chiến 2 đã thất bại. Hội Quốc Liên tồn tại trong 26 năm. Sau khi Chiến tranh thế giới thứ hai kết thúc, Liên Hợp Quốc thay thế Hội Quốc Liên và kế thừa một số cơ quan và tổ chức do Hội Quốc Liên thành lập.

### Bối cảnh

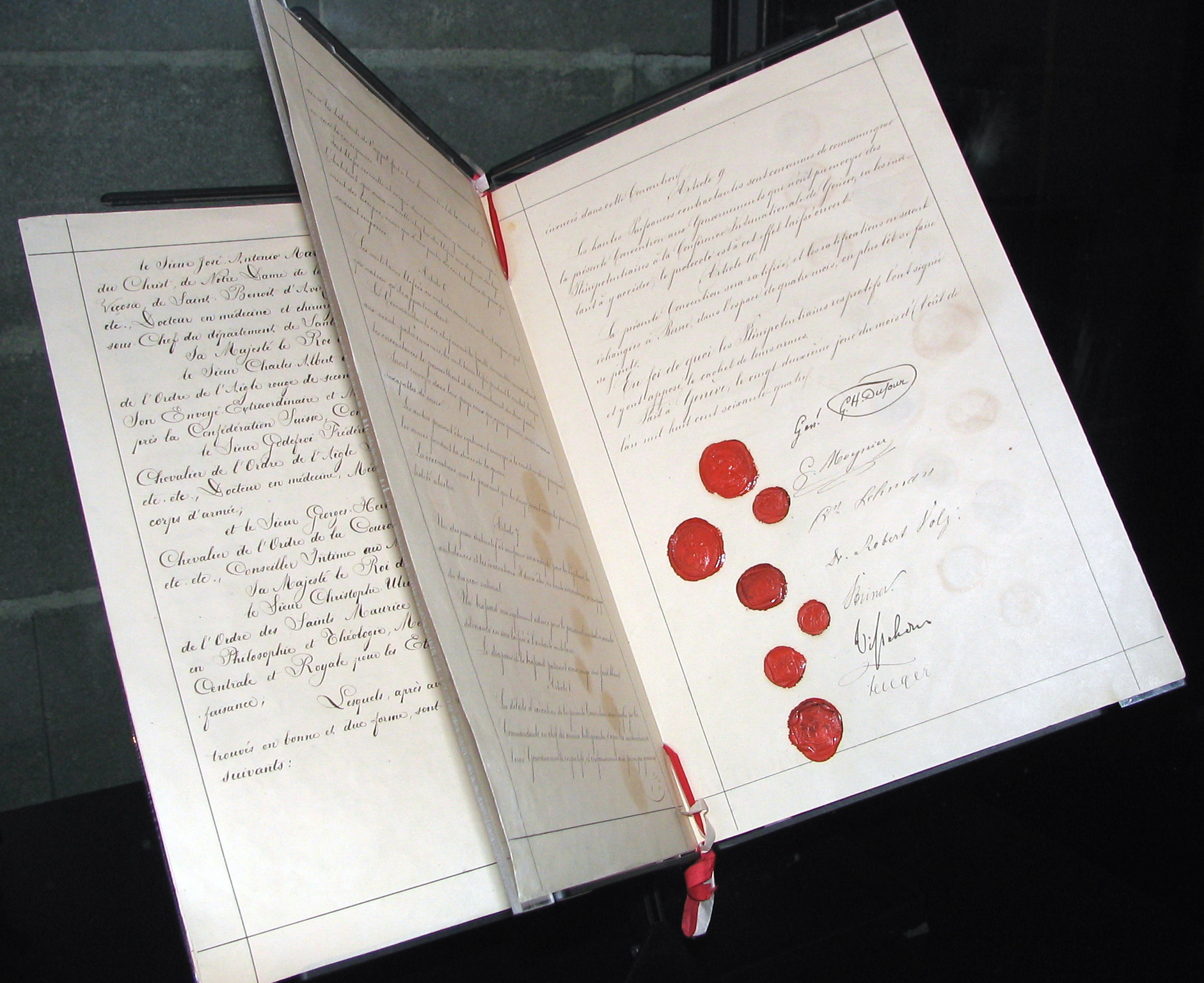
Công ước Genève 1864 là một trong những công thức hóa sớm nhất về luật pháp quốc tế.

### Đề xuất ban đầu

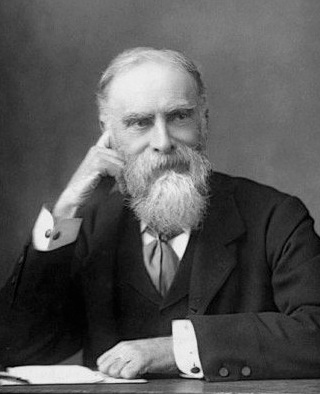
Tử tước James Bryce là một trong những người chủ trương đầu tiên về một liên hiệp của các quốc gia.

## Những cơ quan chủ yếu

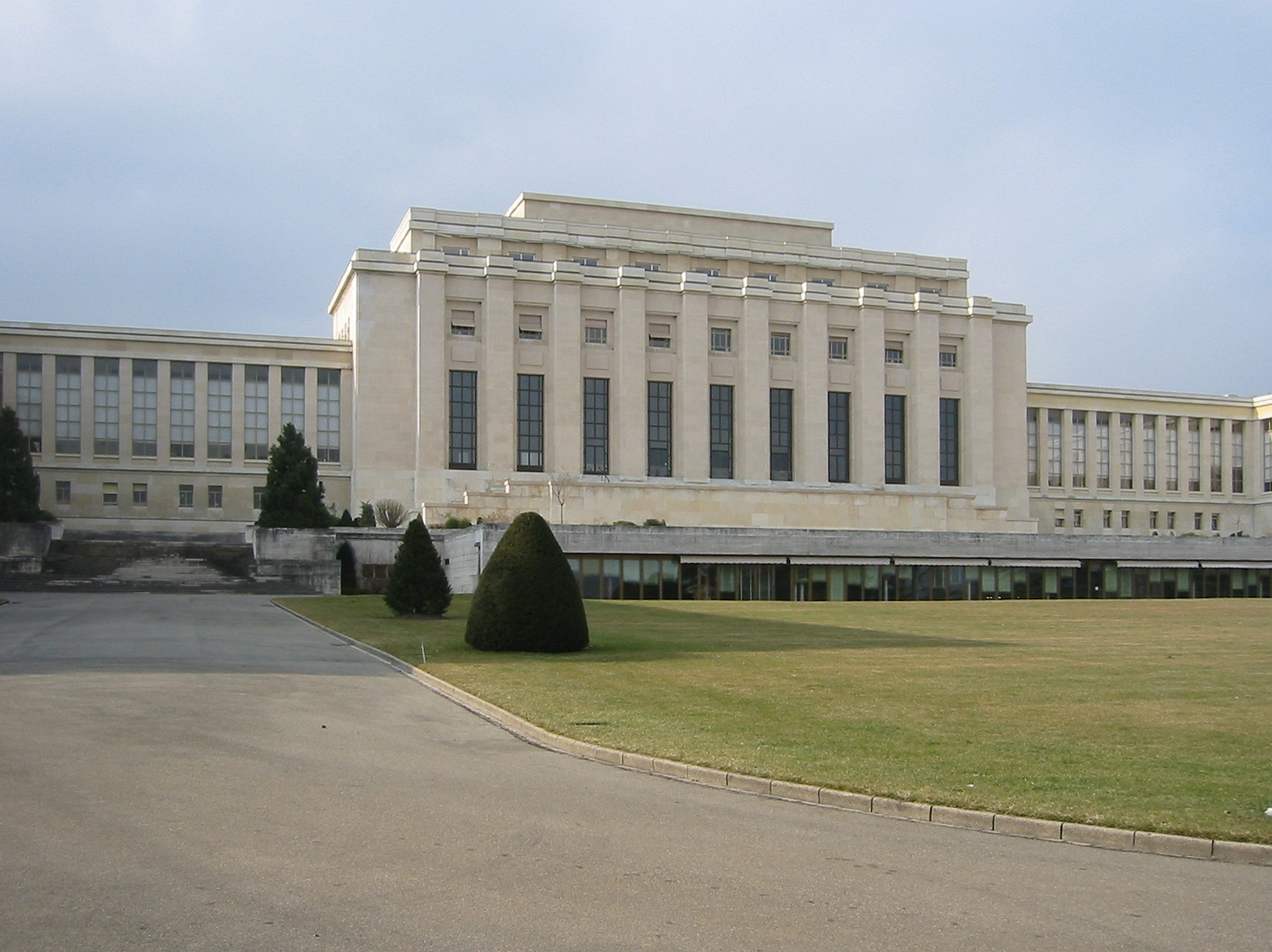
Cung các Quốc gia tại Genève là trụ sở của Hội Quốc Liên từ năm 1936 cho đến khi tổ chức giải thể vào năm 1946.

### Các cơ quan khác

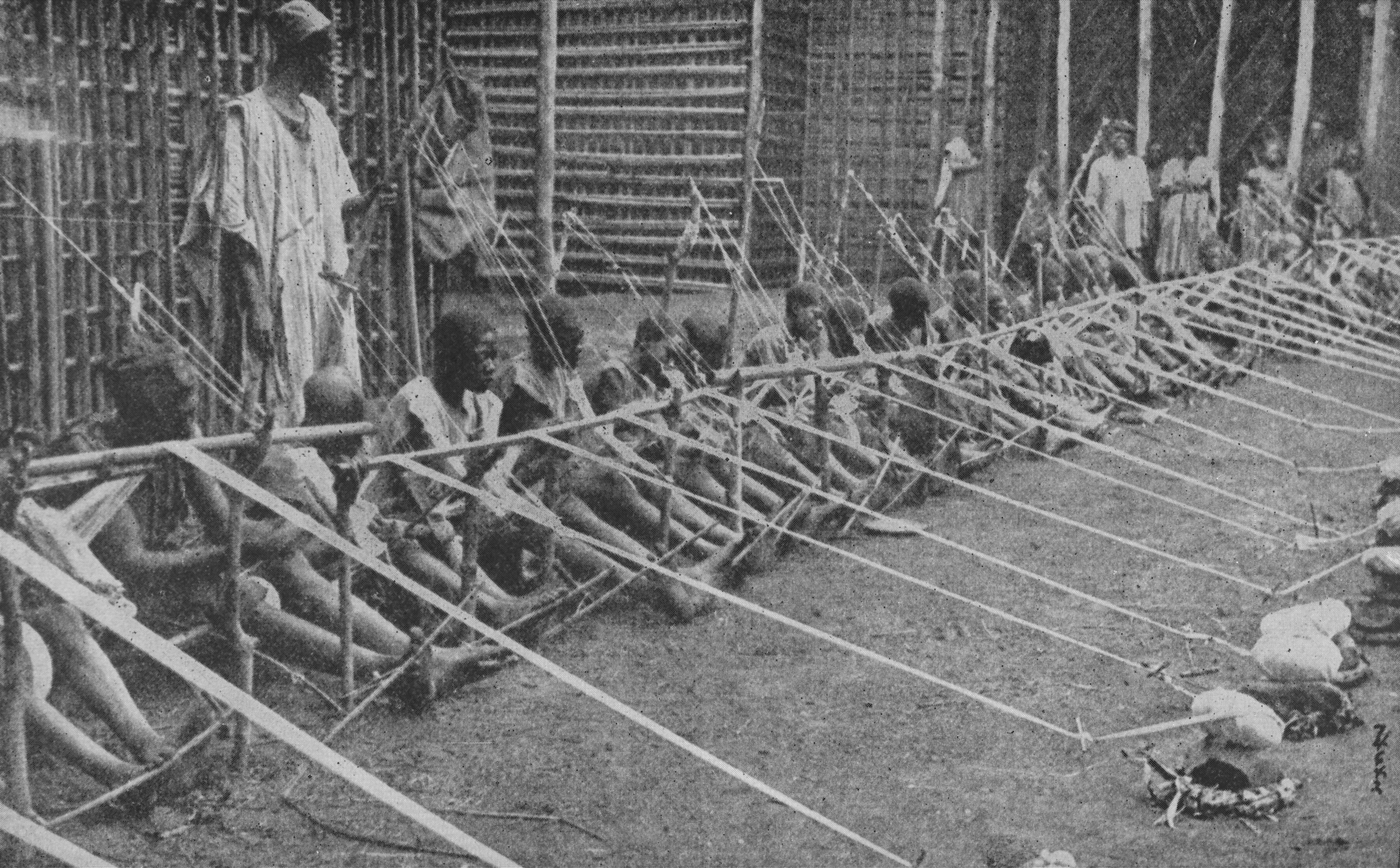
Lao động thiếu nhi dệt vải tại Cameroon vào năm 1919.

## Thành viên

Một bản đồ thế giới trong các năm 1920–1945, thể hiện các thành viên của Hội Quốc Liên trong lịch sử

### Ý xâm chiếm Abyssinia

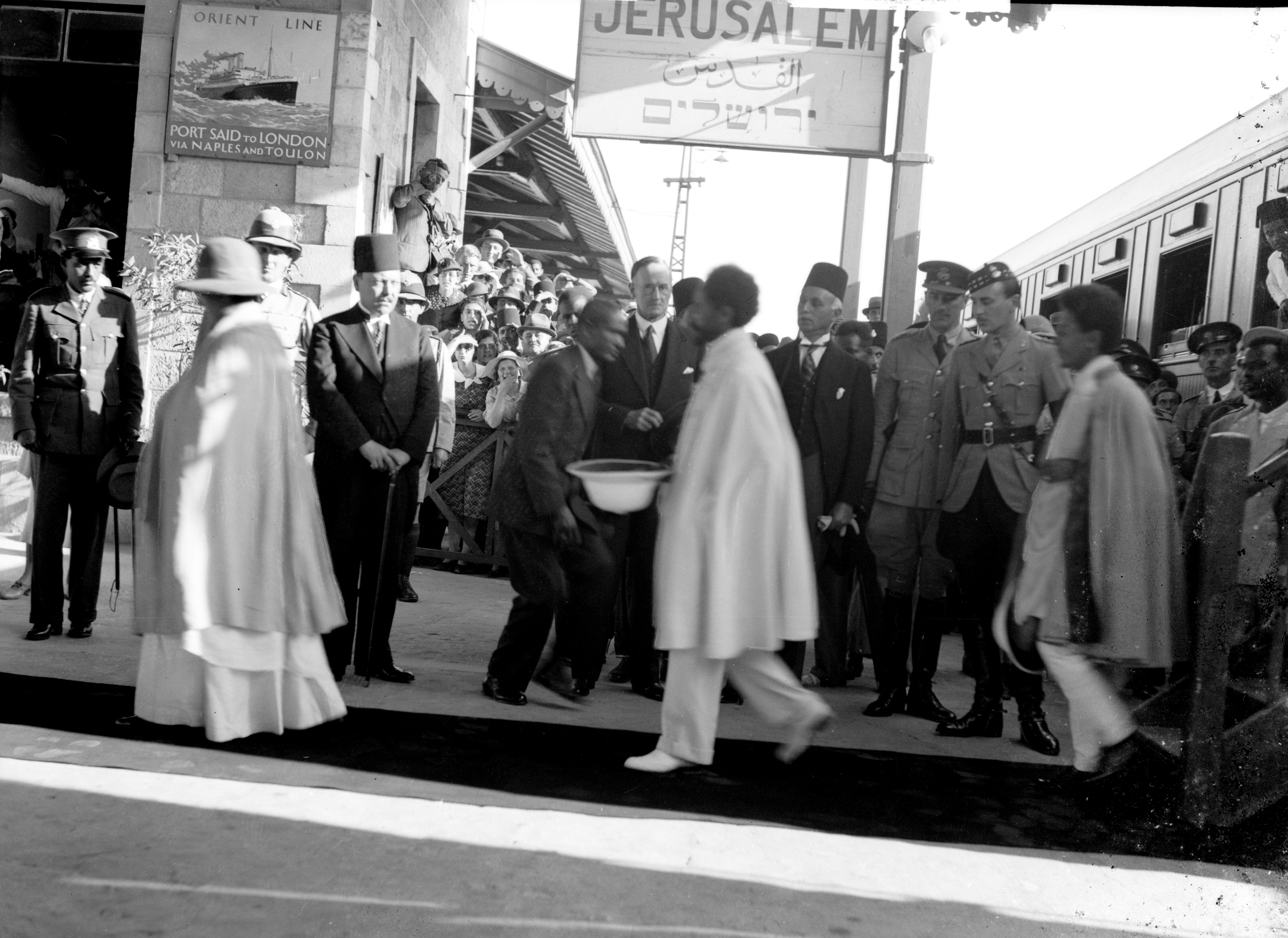
Hoàng đế Haile Selassie đào tẩu khỏi Ethiopia qua Jerusalem